# Aït Abdellali
 (septembre 2020).
Améliorez-le ou discutez des points à vérifier. 
 (septembre 2020).
Si vous disposez d'ouvrages ou d'articles de référence ou si vous connaissez des sites web de qualité traitant du thème abordé ici, merci de compléter l'article en donnant les références utiles à sa vérifiabilité et en les liant à la section « Notes et références ».
Aït Abdellali (en berbère : At Ɛabd-Lɛali) est un village kabyle de la commune algérienne d'Aït-Boumahdi, daïra d'Ouacif, dans la wilaya de Tizi Ouzou, en Algérie. Il est le plus petit village de la commune.
Aït Abdellali se situe au pied du versant Sud du Djurdjura, plus exactement sous le Thaletat ou "main du Juif". Il est notamment connu pour ses grottes et ses sources.

## Origines du Village
Le village fait de la Tribus de Kabylie nommée Ath Ahmed qui fait partie de la confédération des Arch Sedaq constituée de 7 tribus.

## Population
Au vingtième siècle, le village connait une grosse émigration de sa population. On a d'abord les hommes suivis de leur famille à la recherche d'une vie meilleure et pour compléter les revenus de leur famille restée au village. Ces "expatriés" s'installent dans les grandes villes d’Algérie comme Alger ou même Djelfa. 